# Аморгос
Амо́ргос (греч. Αμοργός) — остров в Греции, в южной части Эгейского моря. Самый восточный из островов архипелага Киклады, относительно близко от него архипелаг Додеканес. Связан паромом с Пиреем (расстояние 138 морских миль), остальными островами Киклад и Додеканесом.
На острове добываются бокситы.

## История

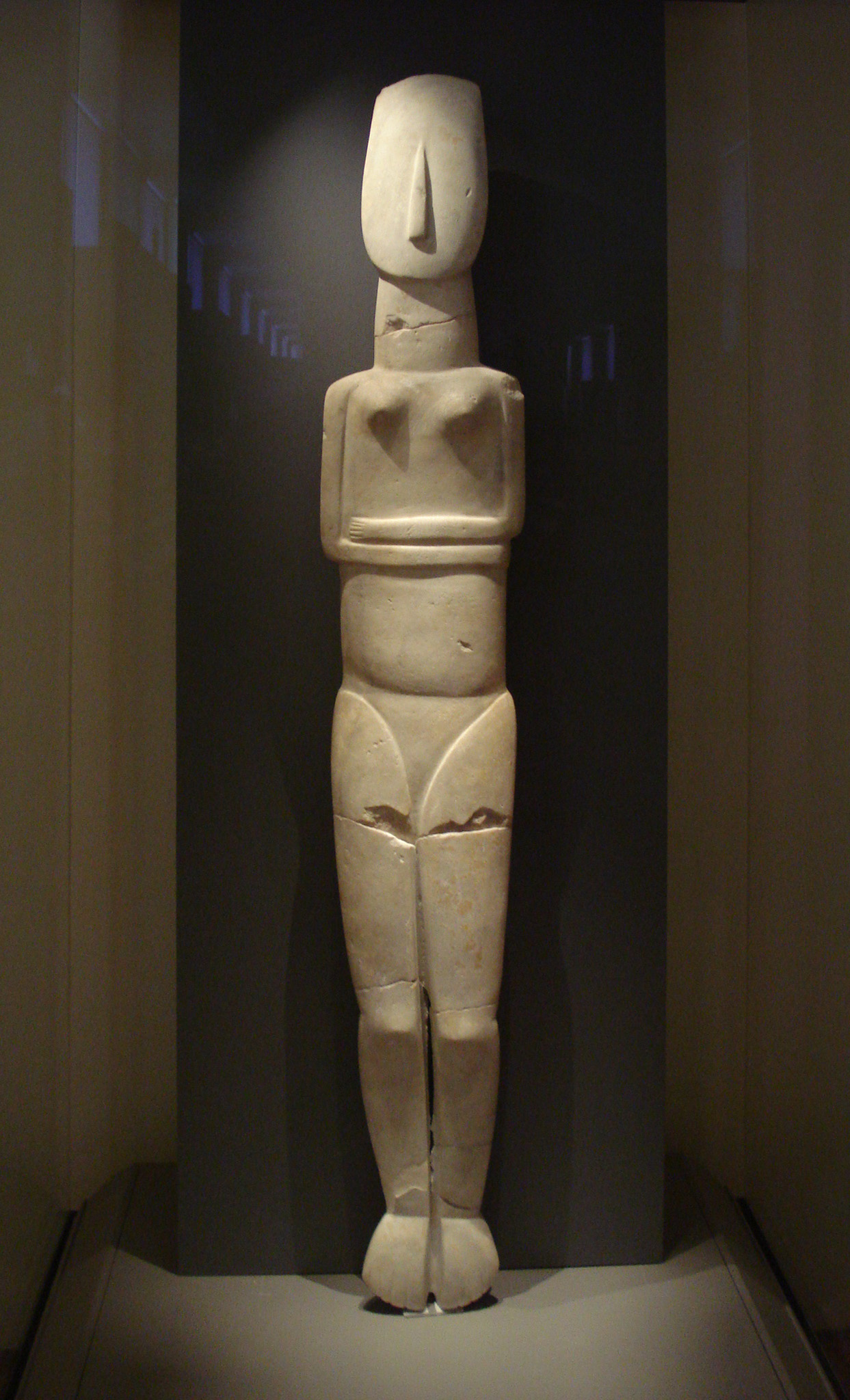
Большой идол с острова Аморгос

Остров заселён людьми со времён бронзового века. Археологические раскопки на острове установили, что Аморгос был одним из ранних центров Кикладской цивилизации в 3000 — 2000 гг. до н. э. На Аморгосе найдено много металлических вещей, особенно: бронзовые кинжалы и наконечники копий, серебряные сосуды и украшения. На острове найден самый большой из идолов Киклад — «Большой идол» высотой 1 метр 47 сантиметров (сейчас в Национальном археологическом музее Афин). Засвидетельствовано пребывание на острове выходцев с Минойского Крита. На вершине холма в Катаполах обнаружены развалины древней Минои, которая якобы являлась летней резиденцией царя Миноса.
Очень тонкие, почти прозрачные ткани (флёровые, наподобие кисеи), производимые на острове Аморгос, назывались аморгина (др.-греч. ἀμόργινα). Тип тканей известен из греческих письменных источников классического периода. Идёт дискуссия о сырье для их производства (лён, шёлк или другое). По преданию, ткани производились из редкого растения αμοργίς, которое растёт на горных склонах острова. Этимологически название связано с амуркой (ἀμόργη) — отстоем оливкового масла и обработкой тканей оливковым маслом. Обработка маслом действительно добавит мягкости и блеска ткани и подчеркнет её эффект прозрачности. Ткани пользовались дурной славой и выписывались за весьма дорогую цену римлянами. Во времена древней Греции на острове производили льняные хитоны чёрного цвета — аморгиды.
В 322 году до н. э. во время Ламийской войны флот Македонии под командованием Клита разбил близ острова Аморгос афинский флот.
Остров был захвачен венецианской семьей Гизи во время IV крестового похода (1204). Главный город Аморгос (Кастро) вырос вокруг замка герцогов Архипелага, владевших островом в 1259—1260, 1269—1352 гг. В 1260 году возвращен Византии, но в 1269 году Гизи отобрали его обратно. В 1310 году флот родосских рыцарей разгромил у острова Аморгоса, находившегося в 150 километрах от Родоса, турецкую флотилию нового Османского государства. С 1370 года управлялся Венецией. Захвачен османами в 1537 году. Как и остальные Киклады вошёл в состав новообразованого государства Греция в 1832 году. Во времена режима чёрных полковников остров использовался как место ссылки политических заключённых.
Известным архитектурным памятником является скальный монастырь Хозовиотиссы.

## Интересные факты
- Надпись, обнаруженная в руинах Эгиале на кикладском острове Аморгос и датируемая рубежом III—II вв. до н. э., рассказывает: «Пираты пришли в нашу страну ночью и похитили молодых девушек и женщин и других людей, рабынь и свободнорожденных, числом до 30 или больше. Они отвязали суда в нашей гавани и, захватив судно Дориэя, увезли на нём своих пленников и добычу». Чтобы предотвратить насилия или продажу пленников, в рабство, двое из них, братья Гегесипп и Антипапп, сыновья богатого горожанина Хегесистрата, убедили главаря пиратов Соклеида отпустить всех свободных и некоторых вольноотпущенников и рабов для сбора выкупа, предложив в залог самих себя. Пираты сорвали на этом деле недурной куш[10].
- Известен интересный обычай в празднования Нового года на острове. В Греции придают большое значение личности первого человека, заходящего в дом на Новый год. На острове Аморгос им бывает сам хозяин дома, который, выйдя на улицу, затем заходит, делает два шага внутрь дома и приговаривает: «Входи, добро, счастье», потом отступает два шага назад и произносит: «Выходите, неудачи, несчастья!» Так повторяется трижды[11].
- В некоторых надгробных надписях мы можем прочесть о горе матерей, потерявших своих детей. В одной эпитафии с острова Аморгос, вырезанной на статуе молодой женщины, сказано, что эта статуя является памятником горю её матери. Некая Ксеноклея из Пирея умерла от горя, когда её сын утонул в море восьми лет от роду (нужно заметить, что у неё остались дочери). В эпитафии приводится интересная фраза: «Нет никого, настолько не знавшего страданий, кто бы не посочувствовал твоей судьбе»[12]
- В знаменитой Книге морей (осман. Kitab-ı Bahriye‎), составленной Пири-реисом в начале XVI века, есть карта бухты Катопула острова Аморгос.
- На острове Аморгос известный французский кинорежиссёр Люк Бессон снял свой фильм «Голубая бездна».